# Gentiana durangensis
Gentiana durangensis là một loài thực vật có hoa trong họ Long đởm. Loài này được Villarreal mô tả khoa học đầu tiên năm 1996.